# Санту-Тірсу-де-Празінш
Санту-Тірсу-де-Празінш (порт. Santo Tirso de Prazins; МФА: [ˈsɐ̃.tu ˈtiɾ.su dɨ pɾɐ.ˈzĩʃ]) — парафія в Португалії, у муніципалітеті Гімарайнш. Розташована в північно-західній частині країни, на теренах історичної португальської провінції Дору-Міню. Входить до складу округу Брага. За адміністративним поділом, чинним до 1976 року, терени парафії були складовою провінції Міню. Належить до Бразької архідіоцезії Католицької церкви. Патрон — святий Тирс. Площа — 2,7398 км². Населення — 993 ос. (2011). Сильно урбанізований регіон. Густота населення — 362,44 осіб/км²
. Код — 030848.

## Назва
- Празінс (Санту-Тірсу) (порт. Prazins (Santo Tirso)) — офіційна назва.

## Населення
| Кількість мешканців | Кількість мешканців | Кількість мешканців | Кількість мешканців | Кількість мешканців | Кількість мешканців | Кількість мешканців | Кількість мешканців | Кількість мешканців | Кількість мешканців | Кількість мешканців | Кількість мешканців | Кількість мешканців | Кількість мешканців | Кількість мешканців |
| ------------------- | ------------------- | ------------------- | ------------------- | ------------------- | ------------------- | ------------------- | ------------------- | ------------------- | ------------------- | ------------------- | ------------------- | ------------------- | ------------------- | ------------------- |
| 1864                | 1878                | 1890                | 1900                | 1911                | 1920                | 1930                | 1940                | 1950                | 1960                | 1970                | 1981                | 1991                | 2001                | 2011                |
| 272                 | 299                 | 270                 | 290                 | 307                 | 325                 | 313                 | 430                 | 348                 | 397                 | 376                 | 485                 | 707                 | 824                 | 993                 |